# Рамирес, Хосе (бейсболист, 1990)
Хосе Альтаграсия Рамирес (исп. José Altagracia Ramírez, 21 января 1990, Ягуате) — доминиканский бейсболист, питчер. Выступал за ряд клубов Главной лиги бейсбола с 2014 по 2018 год.

## Карьера
В 2007 году Рамирес в статусе международного свободного агента подписал контракт с «Нью-Йорк Янкис». Выступления в системе клуба он начал в 2008 году. За пять лет в различных фарм-клубах «Янкис» он провёл 88 игр, 80 из которых в качестве стартового питчера. В них он одержал 24 победы при 26 поражениях с пропускаемостью ERA 3,73. В ноябре 2012 года «Янкис» включили его в расширенный состав команды, а весной он получил приглашение на предсезонные сборы основного состава. Игра Рамиреса в подготовительных матчах удостоилась отдельной похвалы пятикратного победителя Мировой серии в составе ньюйоркцев Мариано Риверы.
После весенних сборов он снова был направлен в младшие лиги и 2013 год провёл в составе клубов «Трентон Тандер» и «Скрэнтон/Уилкс-Барре Рейл Райдерс». Из-за травм он принял участие всего в 17 играх. На следующий год тренерский штаб клуба перевёл Рамиреса в буллпен. До середины мая он восстанавливался после травмы мышц живота, после чего принял участие в девяти играх, пропуская в среднем 1,46 рана за игру. Первого июня «Янкис» вызвали его в основной состав и он дебютировал в Главной лиге бейсбола в игре с «Питтсбург Пайрэтс». Полностью решить проблемы со здоровьем ему удалось в 2015 году. В первой половине сезона он провёл 32 игры за «Рейл Райдерс», а также провёл на поле три иннинга в МЛБ. Тридцатого июля «Янкис» обменяли Рамиреса в «Сиэтл Маринерс». В системе нового клуба он начал выступления в AAA-лиге в «Такоме Рейнирс». В 13 иннингах за команду его пропускаемость ERA составила 9,00. Также он пять раз появился на поле за основной состав «Маринерс», где пропускал в среднем 11,57 рана. В декабре 2015 года «Сиэтл» обменял Рамиреса в «Атланту».
Тридцатого июня 2016 года в матче AAA-лиги за «Гуиннетт Брэйвз» он вместе с Робом Вутеном и Мэттом Марксберри сыграли комбинированный ноу-хиттер. В сентябре Рамирес впервые в карьере был удалён с поля и дисквалифицирован на три игры за бросок мяча в голову питчера «Майами Марлинс» Хосе Фернандеса. В 2017 году он сыграл в 68 матчах с ERA 3,19, но отмечалось что он стал пропускать больше хоум-ранов (1,31 за иннинг против 0,55 в 2016 году). По ходу сезона 2018 года он снова испытывал проблемы с плечом, проведя на поле всего 6,1 иннингов. В октябре после окончания регулярного чемпионата руководство клуба перевело Рамиреса в младшие лиги, после чего он получил статус свободного агента.
Сезон 2019 года он пропустил, только зимой сыграв три матча в Доминиканской лиге в составе команды «Гигантес дель Сибао». В феврале 2020 года Рамирес подписал контракт с клубом независимой Атлантической лиги «Шугар-Ленд Скитерз».